# Maigret in Arizona
Maigret in Arizona (französisch: Maigret chez le coroner) ist ein Kriminalroman des belgischen Schriftstellers Georges Simenon. Er ist der 32. Roman einer Reihe von insgesamt 75 Romanen und 28 Erzählungen um den Kriminalkommissar Maigret. Der Roman entstand vom 21. bis 30. Juli 1949 in Tucson, Arizona, und wurde im Oktober 1949 vom Pariser Verlag Presses de la Cité veröffentlicht. Die erste deutsche Übersetzung von Jean Raimond publizierte 1957 Kiepenheuer & Witsch unter dem Titel Maigret in Arizona. Im Jahr 1981 gab der Diogenes Verlag eine Neuübersetzung von Wolfram Schäfer unter dem Titel Maigret beim Coroner heraus, die ab 1991 ebenfalls als Maigret in Arizona erschien.
Der französische Kommissar Maigret befindet sich auf einer Studienreise durch die Vereinigten Staaten. In Arizona verfolgt er eine Gerichtsverhandlung vor dem Coroner. Während sich Maigret zu Beginn über die ungewöhnlichen Methoden seiner amerikanischen Kollegen wundert, beginnt er allmählich, Interesse für den Fall zu entwickeln, in dem fünf Armeeangehörige angeklagt sind, den Tod einer jungen Frau verschuldet zu haben.

## Inhalt

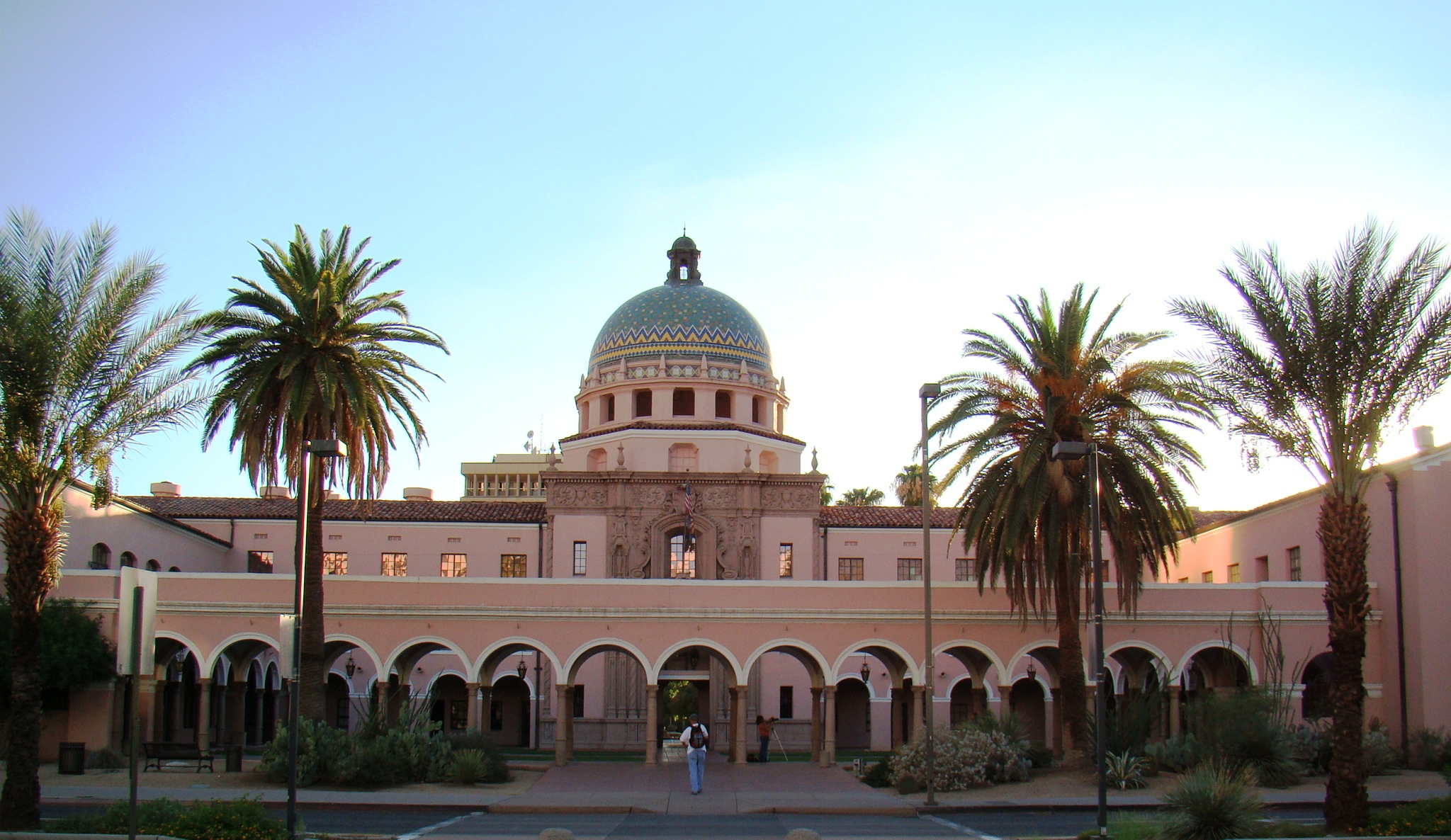
Pima County Courthouse in Tucson, Arizona

Auf Einladung des FBI reist der französische Kommissar Maigret durch die USA, um sich über die Methoden der amerikanischen Kriminalpolizei zu informieren. Nachdem ihn eine ganze Reihe von Countys zum Deputy Sheriff ehrenhalber ernannt haben, befindet er sich in Tucson, dem County Seat von Arizona. Da sein Gastgeber Harry Cole durch die Jagd nach einem Drogendealer beansprucht ist, verfolgt Maigret in der Zwischenzeit eine Geschworenenverhandlung im örtlichen Courthouse. Während sein Hauptaugenmerk zunächst den fremdartigen Gepflogenheiten der Verhandlung gilt, beginnt er sich schon bald für den Fall und die beteiligten Personen zu interessieren.
In der Nacht von 27. zum 28. Juli kam die 17-jährige Bessy Mitchell ums Leben. Die junge, bereits geschiedene Frau arbeitete als Bedienung in einer Bar und als Gelegenheitsprostituierte für die Angehörigen eines nahen Stützpunkts der Air Force. In der Nacht ihres Todes war sie mit fünf jungen Soldaten unterwegs, darunter auch ihr Geliebter Sergeant Ward sowie sein Freund Dan Mullins, der ebenfalls ein Verhältnis mit der Toten hatte. Außerdem waren Sergeant Ted O’Neil und die Corporals Jimmy Van Fleet und Wo Lee anwesend. Die ausgelassene Gruppe befand sich auf dem Weg nach Nogales an der mexikanischen Grenze, wo die betrunkene Bessy nach einer Rast unter ungeklärten Umständen alleine in der Wüste zurückblieb und an der Bahnstrecke von einem Zug erfasst und getötet wurde.

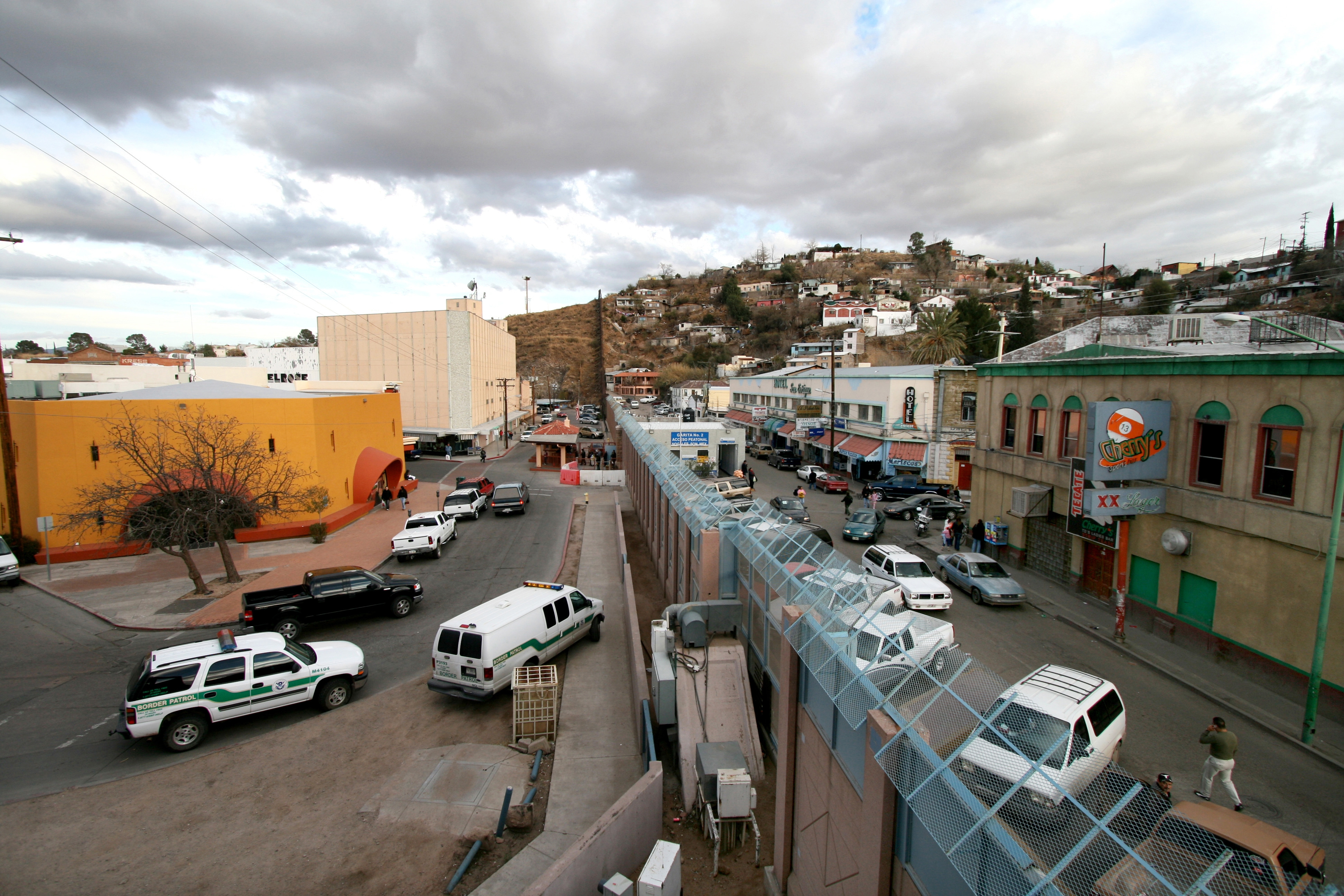
Mexikanisch-amerikanische Grenze in Nogales

Die Zeugenaussagen aller Beteiligten widersprechen sich gravierend. Ward und Mullings beschuldigen sich gegenseitig, als Letzte mit der Toten zusammen gewesen zu sein. Nachdem sie ihre drei Begleiter in Tucson abgesetzt hatten, fuhren die beiden Männer zurück zum Rastplatz, schliefen jedoch übernächtigt im Wagen ein, ohne Bessy entdeckt zu haben. Auch O’Neil, Van Fleet und Lee kehrten per Taxi zurück und suchten auf eigene Faust nach der Zurückgelassenen, doch niemand will die junge Frau gefunden haben. Maigret ist verwundert, wie viele Details in der Verhandlung gar nicht zur Sprache kommen, so etwa die sexuellen Beziehungen der Angeklagten zur Toten. Eine weitaus größere Aufmerksamkeit wird dem Alkoholkonsum der minderjährigen Frau geschenkt, und die Soldaten werden in Haft genommen, weil sie die Tote zum Trinken verleitet hätten. Doch als Maigret den Chief Deputy Sheriff Mike O’Rourke kennenlernt, der dem District Attorney bei der Verhandlung assistiert und ihm die Fragen des Verhörs einflüstert, gewinnt er die Überzeugung, dass sein amerikanischer Kollege den Fall so sicher im Griff hat wie Maigret eine Verhandlung im heimischen Paris.
Als die Angeklagten am Ende unter Eid aussagen sollen, wann sie die Tote zuletzt lebend gesehen haben, bricht Van Fleet zusammen und gesteht. Nach der Rückkehr per Taxi ließen die beiden Freunde Van Fleet und O’Neil ihren Kollegen Lee an der Straße zurück, um alleine nach der betrunkenen Bessy zu suchen. Die beiden Männer, die bislang bei der jungen Frau nicht hatten landen können, hofften Bessy mit Hilfe weiteren Alkohols zum Geschlechtsverkehr gefügig zu machen. Tatsächlich fand O’Neil die junge Frau, doch diese wehrte sich gegen seine Annäherungsversuche, stolperte auf der Flucht an den Bahngleisen und schlug unglücklich mit dem Kopf auf, so dass sie bereits tot war, als der Zug sie später erfasste. Ein verschlossener Umschlag, den Maigret O’Rourke zusteckt, beweist, dass der französische Kommissar den Täter bereits vor seinem Geständnis entlarvt hat. Doch als Harry Cole wieder auftaucht, bleibt keine Zeit, der Verhandlung weiter zu folgen. Überstürzt muss Maigret Arizona verlassen, um nach Los Angeles zu fliegen, der nächsten Station seiner Studienreise. Er erfährt weder den Ausgang des Verfahrens, noch hört er jemals wieder etwas von den beteiligten Personen.

## Hintergrund
Im Anschluss an seine Übersiedlung nach Amerika im August 1945 ließ sich Simenon nach Aufenthalten in New York, Kanada und Florida im Juni 1947 in Arizona nieder, zuerst in Tucson, später im nahegelegenen Tumacacori. In all seiner Zeit in Nordamerika schrieb Simenon 21 Romane und 5 Erzählungen der Maigret-Reihe, doch nur zwei davon spielen tatsächlich auf dem amerikanischen Kontinent: Maigret in New York, wo den pensionierten Kommissar ein privater Ermittlungsauftrag nach New York führt, und Maigret in Arizona, wo ein noch in Diensten der französischen Polizei stehender Maigret zur Weiterbildung nach Amerika reist. Laut Murielle Wenger dienten die beiden Romane ebenso wie der spätere Band Maigret, Lognon und die Gangster, in dem der Kommissar über eine Bande amerikanischer Gangster triumphiert, dem Autor Simenon dazu, persönliche Rechnungen mit seinem Gastgeberland zu begleichen. Jack Edmund Nolan spricht von Maigret in Arizona gar als einem „besonders antiamerikanischen Roman“.

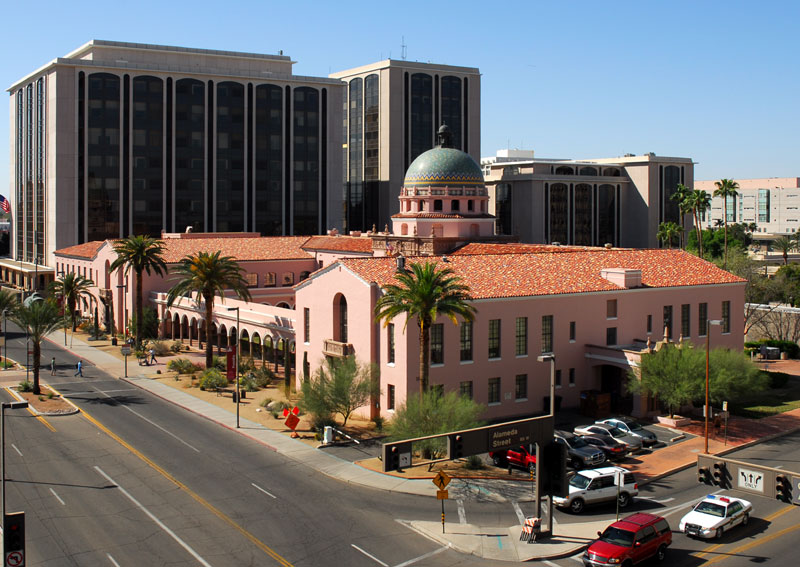
Pima County Courthouse in Tucson

Simenon schrieb Maigret in Arizona im Juli 1949 in einem gemieteten Haus in der East Whitman Street nur zwei Wochen, nachdem er den Non-Maigret-Roman Die letzten Tage eines armen Mannes fertiggestellt hatte. Sein Wohnsitz befand sich wenige Blöcke von dem Courthouse in Tucson entfernt, und der Roman gehört nicht nur zu den wenigen Fällen, die Simenon sozusagen „vor Ort“ verfasste, er geht auch auf eine reale Gerichtsverhandlung zurück, die der Autor in Tucson besuchte. Zehn Jahre nach Maigret in Arizona kehrte Simenon mit Maigret vor dem Schwurgericht abermals zum Topos einer Gerichtsverhandlung zurück, die sein Kommissar Maigret weitgehend als passiver Beobachter verfolgt.
In seinen Intimen Memoiren beschrieb Simenon: „Maigret chez le coroner […] war fast eine Reportage. Wir hatten in dem Justizpalast mit den weißen Wänden, wo der einzige Schmuck das Sternenbanner war, zwei oder drei Tage lang gespannt einem Prozeß beigewohnt, der uns ganz besonders interessierte, denn es ging um den dramatischen Tod eines jungen Mädchens an einem Ort zwischen Tucson und Tumacacori, den wir sehr gut kannten.“ Wie im Roman waren vier Soldaten in den Fall verwickelt und das Mädchen war, nachdem es zuvor zum Geschlechtsverkehr mit den stark alkoholisierten Männern gekommen war, von einem Zug erfasst und getötet worden. „Ich wünschte, daß mein guter Maigret Bekanntschaft mit der Justiz des Westens machte, und aus diesem Grund schrieb ich diesen Roman, beinahe ein Verhandlungsprotokoll.“

## Interpretation
„So inaktiv haben wir Maigret selten erlebt.“ urteilt Tilman Spreckelsen in seinem Maigret-Marathon über Maigret in Arizona: „Ermitteln darf er nicht, und während der Gerichtsverhandlung brennen ihm die Fragen auf den Lippen, die er nicht stellen darf und die auch sonst keiner stellt.“ Auch Oliver Hahn kennt keine zweite Maigret-Erzählung, in der der Kommissar ausschließlich Beobachter ist und zu keinem Zeitpunkt aktiv in die Handlung eingreift. Dabei erinnert ihn der Aufbau des Romans an anglo-amerikanische Kriminalrätsel, zu deren Auflösung der Leser nicht nur den Text, sondern auch eingestreute Grafiken auszuwerten hat. Auch in Maigret in Arizona sind mehrere grafische Visualisierungen der Zeugenaussagen eingefügt, ein für Simenon sonst untypisches Stilmittel.
Beinahe der ganze Roman gibt die Befragungen des Coroners in Dialogform wieder, was laut Murielle Wenger zu einer Theatralisierung der Handlung führt, einer Fokussierung auf die Abläufe im Gerichtssaal und die unterschiedlichen Persönlichkeiten von Verdächtigen und Zeugen, die wie in einer Parade vorgeführt werden. Die Distanz des Kommissars hat für Helmut Heißenbüttel auch mit den nur rudimentär gezeichneten, dem Kommissar fremden Tätern zu tun, mit denen er sich weniger als gewöhnlich identifizieren kann. Trotz aller vorgeblichen Transparenz lernt Maigret während der Verhandlung, dass die entscheidenden Dinge im Verborgenen ablaufen, und er erfährt zum Schluss, dass sich das Leben diesseits und jenseits des Atlantiks doch nicht so stark unterscheidet, was ihm ermöglicht, den Hauptschuldigen noch vor seinem Geständnis zu erraten. Ungeachtet aller kulturellen Unterschiede bekräftigt Maigret seine Ansicht, „dass die Menschen und ihre Leidenschaften überall die gleichen sind.“
Dennoch ist der Roman zum Großteil auch eine Entdeckung der neuen Welt Amerika, einer Welt mit unterschiedlichen Gepflogenheiten und Moralvorstellungen, von der Herzlichkeit und Jovialität der Amerikaner, die Maigret zu seinem Schrecken beständig beim Vornamen „Julius“ rufen, bis zum Reichtum des Landes, dem Komfort, der Perfektion, die dem französischen Kommissar derart auf die Nerven geht, dass er immer wieder nach einem Sprung in der heilen Fassade Ausschau hält. Anders als in Frankreich zeigt das Elend in Amerika für Maigret keine äußeren Spuren, es spielt sich vollständig im Innenleben ab und wird von den Amerikanern mit Scham überdeckt. Insbesondere der Umgang mit Sexualität ist es, der alte und neue Welt unterscheidet: weil Prostitution illegal ist, hat die Tote ein quasi-prostitutionelles Verhältnis mit den jungen Soldaten. Deren Verbrechen bezeichnet Anatole Broyard als ein „Verbrechen der Leidenschaftslosigkeit“. Thomas Narcejac spricht vom „Drama der Langeweile“. Tilman Spreckelsen sieht eine „verschwitzte Männersolidarität“, die in Gegenwart des Mädchens zwar Risse gezeigt hat, die Soldaten vor Gericht jedoch wieder zusammenschweißt.

## Rezeption
Laut The Publishers’ Trade List Annual wird Kommissar Maigret in Maigret in Arizona mit zwei Rätseln konfrontiert: „dem Mord an einer jungen Frau und der amerikanischen Justiz“. Für Maurice Dubourg scheiterte Simenon beim Versuch, einen Detektivroman in der angelsächsischen Tradition zu schreiben, dessen Handlung beinahe vollständig in einem Gerichtssaal abläuft. Das Ergebnis sei weit entfernt von Gerichtsdramen wie The Bellamy Trial. Dem widersprach Murielle Wenger, die die Darstellung des Gerichtsverfahrens äußerst gelungen fand. Zudem verwies sie auf die ungewöhnlich hohen Verkaufszahlen, die der Roman in Frankreich erzielte. Für Oliver Hahn von maigret.de war Maigret in Arizona jedenfalls „nicht nur spannend geschrieben, ich halte sie für eine der besten Maigret-Erzählungen.“
Die juristische Fachzeitschrift The Practical Lawyer versprach: „Dieser Kriminalroman macht großen Spaß mit seinen scharfsinnigen Beobachtungen des amerikanischen Lebens im Südwesten.“ Laut der britischen Zeitschrift Punch löste der Roman 30 Jahre nach seiner Erstveröffentlichung in der Darstellung des Lebens an der amerikanisch-mexikanischen Grenze nicht mehr dieselbe Wirkung aus wie bei seinem Erscheinen, aber „Simenons Beschreibung der Protagonisten durch das scharfe, aber verblüffte Auge Maigrets ist so lebendig wie eh und je.“ Jill Colvin Jones fand im Kriminalfall zwar ein „interessantes Rätsel“, doch lag in Simenons Schilderung des amerikanischen Westens „nichts Unergründliches […] – nur Männer in weißen Hemden, die Coca-Cola trinken (und viel zu viel Alkohol) mit den üblichen alltäglichen menschlichen Motiven.“
The New Yorker sah das „Hauptvergnügen“ in dem „dreckigen kleinen Fall“ hingegen gerade in Maigrets Beobachtungen des amerikanischen Südwestens: „ein eindringlicher Refrain von Hitze, Männern in weißen Hemdsärmeln, Coca-Cola, Bourbon Whisky und Bromo-Seltzer.“ Für Anatole Broyard in der New York Times gab Maigret allerdings einen „schlechten Beobachter“ ab. Er wundere sich über die Harmlosigkeit der Fragen des Coroner, trinke und ergehe sich in wilden Generalisierungen über Amerikaner. Offensichtlich seien Kommissar und Autor im Roman von der Rolle, was Broyard seinerseits generalisieren ließ: „Simenons Kommissar Maigret sollte niemals Frankreich verlassen. Wie französischer Wein, reist die französische Persönlichkeit nicht gut. Ein Franzose braucht sein Ambiente: Er verblasst, wenn er sich zu weit davon entfernt.“
Die Romanvorlage wurde 1981 im Rahmen der französischen TV-Serie Les Enquêtes du Commissaire Maigret verfilmt. Die Titelrolle spielte Jean Richard.

## Ausgaben
- Georges Simenon: Maigret chez le coroner. Presses de la Cité, Paris 1949 (Erstausgabe).
- Georges Simenon: Maigret in Arizona. Übersetzung: Jean Raimond. Kiepenheuer & Witsch, Köln 1957.
- Georges Simenon: Maigret in Arizona. Übersetzung: Jean Raimond. Heyne, München 1966.
- Georges Simenon: Maigret beim Coroner. Übersetzung: Wolfram Schäfer. Diogenes, Zürich 1981, ISBN 3-257-20811-1.
- Georges Simenon: Maigret in Arizona. Übersetzung: Wolfram Schäfer. Diogenes, Zürich 1991, ISBN 3-257-22474-5.
- Georges Simenon: Maigret in Arizona. Sämtliche Maigret-Romane in 75 Bänden, Band 32. Übersetzung: Wolfram Schäfer. Diogenes, Zürich 2008, ISBN 978-3-257-23832-7.